# Teófilo Iwanowsky
Teófilo Iwanowsky (Posnania, 1827 - Villa Mercedes, 24 de septiembre de 1874) fue un general del Ejército Argentino.

## Su origen
El origen de Ivanovsky es desconocido. En 1944, Estanislao Pyzik ―por aquel entonces presidente de la Unión de los Polacos en la Argentina― afirmaba que Teófilo Iwanowsky (o Ivanovski, el deletreo de su apellido varía) nació con el nombre de Karl Reichert en 1827 en Posnania, por aquel entonces parte del Reino de Prusia, pero que en la actualidad se encuentra en Polonia. Su madre era polaca, de apellido Iwanowsky (pronunciado [ivanóvski]).
Durante la Revuelta de la Gran Polonia de 1848 (parte de las Revoluciones de 1848) en la que los polacos se rebelaron contra el dominio prusiano, Ivanovski desertó del ejército prusiano y pasó a formar parte de las fuerzas rebeldes, adoptando el apellido Iwanowsky, de su madre polaca. Sofocada la revuelta, Ivanovski se vio forzado a abandonar su patria y en 1851, en la ciudad de Hamburgo, se enlistó en el ejército del Imperio del Brasil con el nombre de Enrique Reich.
El general Ignacio Fotheringham, que lo conoció personalmente, afirmaba igualmente que Reichert no era polaco sino alemán, y que en Azul había tomado el nombre de un desertor llamado Teófilo Ivanowski para evitar un bochorno para el ejército; además cobraría los sueldos no cobrados del desertor.

## Su carrera militar en Argentina
Como soldado raso, participó en la batalla de Caseros en las filas del Ejército Grande. En Montevideo se enlistó para servir en el Batallón San Martín y luego pasó al Regimiento 3 de Infantería.
Participó de la revolución del 11 de septiembre de 1852, del Estado de Buenos Aires contra la Confederación Argentina. Prestó servicio como suboficial durante algunos años, hasta que en 1854 fue ascendido a subteniente. Fue asignado a la defensa de la frontera contra los indígenas y participó en las batallas de Cepeda y Pavón, para luego volver a la frontera.
También participó en
el asesinato de Chacho Peñaloza (en la aldea riojana de Olta, el 12 de noviembre de 1863) y en
la batalla de San Ignacio (cerca de Villa Mercedes, el 1 de abril de 1867).
En la Guerra de la Triple Alianza participó en las batallas de
Estero Bellaco (2 de mayo de 1866),
Tuyutí (24 de mayo de 1866) y
Boquerón (18 de julio de 1866), en la cual fue herido, y trasladado por barco a Buenos Aires. Por estas acciones logró importantes ascensos.
A partir de 1866 empezó a firmar Teófilo Reich e Iwanowski. En 1868, el teniente coronel Ivanovski fue jefe del Regimiento 3 de Infantería ―el actual Regimiento de Infantería Mecanizado 3 General Belgrano―.
Vuelto a la frontera contra los indios, el coronel Ivanovski reorganizó la línea de fortines de la frontera sur de la provincia de Córdoba y, según los hermanos Mulhall (en 1885),
 hacia 1874 los malones indígenas cesaron totalmente.
En septiembre de 1873, el presidente Sarmiento le encargó al coronel Ivanovski aplastar una revolución popular estallada en la villa de Mendoza (a 1000 km al oeste de Buenos Aires). Ivanovski se trasladó a esa villa y convenció a los rebeldes de que no tenían fuerzas para continuar con su actitud. Logrado el éxito sin acciones militares, informó lacónicamente a Sarmiento que la revolución había sido vencida. Creyendo que Ivanowki había logrado una victoria militar, el 8 de octubre de 1873 el presidente lo ascendió al grado de general de la Nación. El 5 de junio de 1874 recibió la medalla de oro por su destacada participación en la Guerra de la Triple Alianza (1864-1870).
En 1874, el presidente Sarmiento sabía que estaba por estallar una revolución contra la elección presidencial que había dado el triunfo a Nicolás Avellaneda. Sarmiento enviaba mensajes de telégrafo a Teófilo Ivanovsky acerca de este tema. Con candor y lealtad a su amigo, el general José Miguel Arredondo, Ivanowsky le mostraba las misivas del presidente. Iniciada la revolución el 24 de septiembre de 1874, Sarmiento envió un nuevo telegrama ordenando a Ivanowsky que detuviera a Arredondo, pero el operador Cevallos, telegrafista de Villa Mercedes, controlado por un oficial llevó el mensaje a Arredondo, quien se acercó a la estación y haciéndose pasar por Ivanowski respondió a Sarmiento solicitado instrucciones para el caso de que Arredondo se resistiera, a lo que el presidente Sarmiento respondió: «Fusílelo sobre el tambor, sin trámite, por traidor», a lo que Arredondo respondió: «¡Pues váyase al diablo, viejo loco!».
El expresidente Bartolomé Mitre se alzó en armas en la provincia de Buenos Aires, y el general José Miguel Arredondo lo secundó en el oeste del país: tomó la guarnición militar de Villa Mercedes (provincia de San Luis), el 24 de septiembre, guarnición que estaba al mando de Ivanovski. Este se negó a plegarse a la revuelta, entonces Arredondo envió al teniente coronel De la Fuente a arrestarlo, De la Fuente ordenó al teniente Crisólogo Frías, quien marchó a ejecutar su misión con seis soldados, los que quedaron fuera de la casa de Ivanowsky, mientras Frías entraba para arrestarlo. Ivanovski no aceptó la orden del teniente Frías, se lanzó contra él y, arrebatándole el revólver que tenía en la mano, le disparó una bala a quemarropa que pasó sin alcanzarlo y, tras ella, una segunda que hirió a Frías. Al oír estas detonaciones acudieron los seis soldados, presenciaron la lucha encarnizada, vieron a su oficial herido y entonces dispararon sus armas contra el general Ivanowsky, quien cayó a tierra. Les gritó varias veces «¡no me rindo, no me rindo!», pero falleció por las heridas en el pecho.
El general Ivanovski fue sepultado en la misma Villa Mercedes. Después de vencer a Arredondo, el por entonces coronel Julio Argentino Roca le rindió homenaje delante su modesta tumba; sobre esta una placa reza: «Al General Ivanowsky, la República agradecida».

## Lugares que llevan su nombre
Una estación de ferrocarril y el caserío adyacente que se encuentran 16,5 km al sur de la ciudad de Catriló (provincia de La Pampa) llevan su nombre. El caserío se encuentra sobre las vías que unen Catriló con Villa Maza, siendo el servicio administrado por Ferroexpreso Pampeano desde 1991. Distintas calles en Posadas, Villa Mercedes, La Tablada y Parque San Martín también llevan su nombre.
El Grupo Scout Número 1159 General Teófilo Iwanowski, ubicada en el barrio de Villa Corina de la ciudad de Córdoba, recuerda a este militar.
En la ciudad de Rosario, hay un pasaje de seis cuadras a la altura de la calle Buenos Aires al 3950, entre calles Sarmiento y Alem.